# Amreya
Koordinaten: 31° 6′ 16,34″ N, 29° 45′ 58,41″ O
Amreya (arabisch العامرية, DMG al-ʿĀmiriyya) ist ein Stadtteil von Alexandria, Ägypten. Es befindet sich dort ein Industriegebiet mit Fabriken und Erdölraffinerien.